# Charles Bartlett
Charles Henry Bartlett (ur. 6 lutego 1885 w Southwark, zm. 30 listopada 1968 w Enfield) – brytyjski kolarz torowy, mistrz olimpijski.

## Kariera
Największy sukces w karierze Charles Bartlett osiągnął w 1908 roku, kiedy zdobył złoty medal podczas igrzysk olimpijskich w Londynie. W zawodach tych bezpośrednio wyprzedził swego rodaka Charlesa Denny’ego oraz Francuza Octave’a Lapize’a. 30 km przed metą Brytyjczyk upadł i uszkodził swój rower. Zanim dostał zapasowy stracił prawie całe jedno okrążenie w stosunku do reszty stawki. Zdołał jednak dogonić rywali na około milę przed metą i zwyciężył na finiszu. Był to jedyny medal wywalczony przez Bartletta na międzynarodowej imprezie tej rangi. W latach 1908 i 1909 zdobywał złote medale mistrzostw kraju na 50 mil oraz ustanowił kilka rekordów kraju w kolarstwie torowym. Nigdy nie zdobył medalu na torowych mistrzostwach świata.